# 再度重逢
再度重逢是美國歌手珍妮·杰克逊的歌曲，在1997年12月1日由維京唱片作為第六張錄音室專輯《華麗的冒險》的第二首單曲發行。歌曲由杰克逊、吉米·吉姆與特里·李維斯創作兼製作，而杰克逊當時的丈夫小勒內·埃利桑多亦參與了歌曲的創作。歌曲原本以谣曲風格創作，其後重新編排成節奏輕快的舞曲。傑克遜的創作靈感來自她死於愛滋病的朋友，以及她收到的一封來自英國一個失去父親的小男孩的粉絲郵件。
歌曲獲得音樂評論家整體正面的評價，包括讚賞歌曲的構成與杰克逊的聲樂。歌曲亦取得商業成功，包括登上美國《告示牌》百強單曲榜2週冠軍，以及登上《告示牌》夜店歌曲榜的冠軍。歌曲其後獲得美國唱片業協會的金唱片認證。歌曲亦打進全國多國單曲榜前5位，包括加拿大、英國，以及登上荷蘭單曲榜冠軍。歌曲的全球銷量約600萬張。
再度重逢製作了兩部音樂錄影帶，原版由法國攝影師塞博·雅尼亞克拍攝，展現出杰克逊和舞者在充滿未來感與非洲風味的天堂跳舞，而人類則跟象、长颈鹿與斑貓等野生動物共處生活的模樣。歌曲的「Deeper重混版」音樂錄影帶由小勒內·埃利桑多拍攝，傑克遜於MV中身處公寓緬懷失去的情人。杰克逊在宣傳《華麗的冒險》期間進行多場再度重逢的現場表演，當中包括《全美音樂獎》，而她也在其後所有演唱會上表演了歌曲。歌曲亦收錄在她的兩張精選輯：《珍藏》（2009年）與《經典》（2010年）。

## 背景與發行
根據1997年10月專輯《華麗的冒險》的內頁說明，再度重逢是由杰克逊創作以悼念她早前因艾滋病去世的朋友，以及全世界的艾滋病患者及其家人。歌曲原本創作成谣曲風格，但其後重新編曲為舞曲和浩室歌曲。據報導，傑克遜的創作靈感來自她自己的個人經歷，以及她收到的一封來自英國一個失去父親的小男孩的粉絲郵件。吉米·賈姆表示：「這對她來說有很深的意義，因為它是關於她因愛滋病而去世的一個朋友，但就像她所有的歌曲一樣，她嘗試讓歌曲在一般意義上適用於所有人。而方法就是讓它製作成節奏歡快的歌曲」。吉姆、李維斯，以及杰克逊在錄音室花了30分鐘便完成歌曲的編曲。當旋律完成後，杰克逊便隨即寫好歌曲的歌詞。歌曲的聲音受到唐娜·桑默歌曲Last Dance啟發。傑克遜告訴《音樂電視網新聞》的創作靈感源自新波多黎各靈魂的Runaway，歌曲讓她想起自己小時候在紐約54俱樂部的日子。Runaway給予她一種紐約迪斯科的感覺，而她想嘗試這樣的歌曲。再度重逢於1997年12月1日在英國發行，並以7英吋黑膠單曲、12英吋黑膠單曲、CD單曲，以及卡式錄音帶單曲方式發行。歌曲翌日在美國以上述方式以及加大單曲形式發行。

## 詞曲
再度重逢由杰克逊、吉米·吉姆與特里·李維斯創作兼製作，而杰克逊當時的丈夫小勒內·埃利桑多亦參與了歌曲的創作。這是一首舞曲及浩室歌曲。根據EMI音樂出版在Musicnotes.com上的資料，歌曲以C大調
拍創作。杰克逊的音域則從最低的A3到最高的D5。歌曲以每分鐘123拍的中板速度創作，而和弦進行則為C–Em7/B–Em7(b5)/Bb–A7–Dm9–G13–Dm9–G13。歌曲的副歌低音聲部隨著音調而下降直至到達上主音，其後回到屬音以解決，副歌以及間奏的重複均以下中音開始。在第二段橋段的最後，歌曲變調小三度成降E大調。歌曲一共製作了三個版本：舞曲風格的原版、節奏藍調與嘻哈風格的「Deep重混版」，以及節奏藍調與靈魂樂風格的「Deeper重混版」。歌曲的歌詞被形容為杰克逊獻給死於愛滋病的朋友的奥德。《告示牌》的拉里·弗里克指出歌曲的「滿是眼淚的歌詞」。《滾石》的歐內斯特·哈代形容歌曲為「純潔的流行福佑」，指「重低音的浩室歌曲再度重逢展現出打動人心的主聲樂，釋放出『60年代的靈魂與女團氛圍』」。

## 專業評價
再度重逢獲得音樂評論家整體正面的評價。英国广播公司認為它是「巨大的熱門歌曲、老式的專業電子舞曲，而且演奏得完美」。《告示牌》的拉里·弗里克形容它是「獻給至愛死於愛滋病相關疾病的人的華麗迪斯科奥德」。他亦指杰克逊「顯然一直在研究唐娜·桑默的作品，在不犧牲分毫情感下交出絕佳的細膩表演，精準掌握這首歌充滿活力的浩室節拍」。《美洲獅日報》的音樂評論家喬伊·蓋爾拉認為「杰克逊將自己的心傾注在再度重逢，建立出狂喜的浩室節拍，並『深受60代女團的高揚旋律影響』」。他進一步指歌曲「有著名副其實的愉悅感。雖然開頭感覺無趣，但只要細心注意她所歌唱的；那聲樂的笑容改變了所有」。《每日紀事報》的編輯表示：「麥可的么妹聽起來比任何時候更好。珍妮找到自己以及她的聲音」。
《每日电讯报》的尼爾·麥柯米克在評論《華麗的冒險》時表示：「她甚至參與同志偶像地位的競投」，以及「在再度重逢中交出讓人想起黛安娜·罗斯的天后表演」。《娱乐周刊》的J·D·孔西丁認為「再度重逢底下輕柔跳動的浩室節拍使這種對死去的朋友的悼念聽起來不像表面般悲傷」。英國雜誌《音樂一週》於滿分五分中給予歌曲四星，指「與其過往歌曲的微妙Groove形成鮮明對比，這是珍納以充滿流行節拍和美味記憶點的舞曲聖歌最靠近商業成功的一次」。《纽约时报》的喬恩·帕雷萊斯形容歌曲為「向黛安娜·罗斯的綿滑尊崇」，指杰克逊在歌曲中「巧妙地運用了她的小聲音」。《星期日鏡報》的伊恩·海蘭指歌曲為「她做過做好的夜店歌曲之一」。《Vibe》的丹尼爾·史密斯在1997年採訪杰克逊時表示歌曲是對於唐娜·桑默的宏大完美奥德，並將歌曲比作桑默的歌曲MacArthur Park及Last Dance。再度重逢在1999年於《BMI流行音樂獎》中贏得「最多播放歌曲」一獎。

## 商業成績
再度重逢在1997年12月20日當週空降美國《告示牌》百強單曲榜第9位，其後於1998年1月31日當週升上第1位，成為杰克逊第8首全美冠軍單曲，並總共摘下2週冠軍寶座，以及在榜單逗留了46週。這也是杰克逊繼再一次（1993年）後的首支美國冠軍單曲。歌曲亦最高登上舞曲夜店歌曲榜第1位以及節奏藍調／嘻哈熱門歌曲榜第8位。再度重逢其後獲美國唱片業協會認證為金唱片，而累積銷量則超過800,000張。在加拿大，歌曲最高登上官方榜單第2位，以及舞曲分榜的第1位。在澳洲，再度重逢亦獲得商業成功。歌曲在1997年12月7日當週空降澳大利亚唱片业协会榜第18位，其後最高登上第4位並在榜單逗留了25週，其後獲澳大利亚唱片业协会認證為白金唱片，代表出貨量超過70,000張。在紐西蘭，歌曲在1997年12月21日當週空降當地單曲榜第16位。歌曲其後在1998年2月22日當週最高登上第5位，並在榜單逗留了10週。

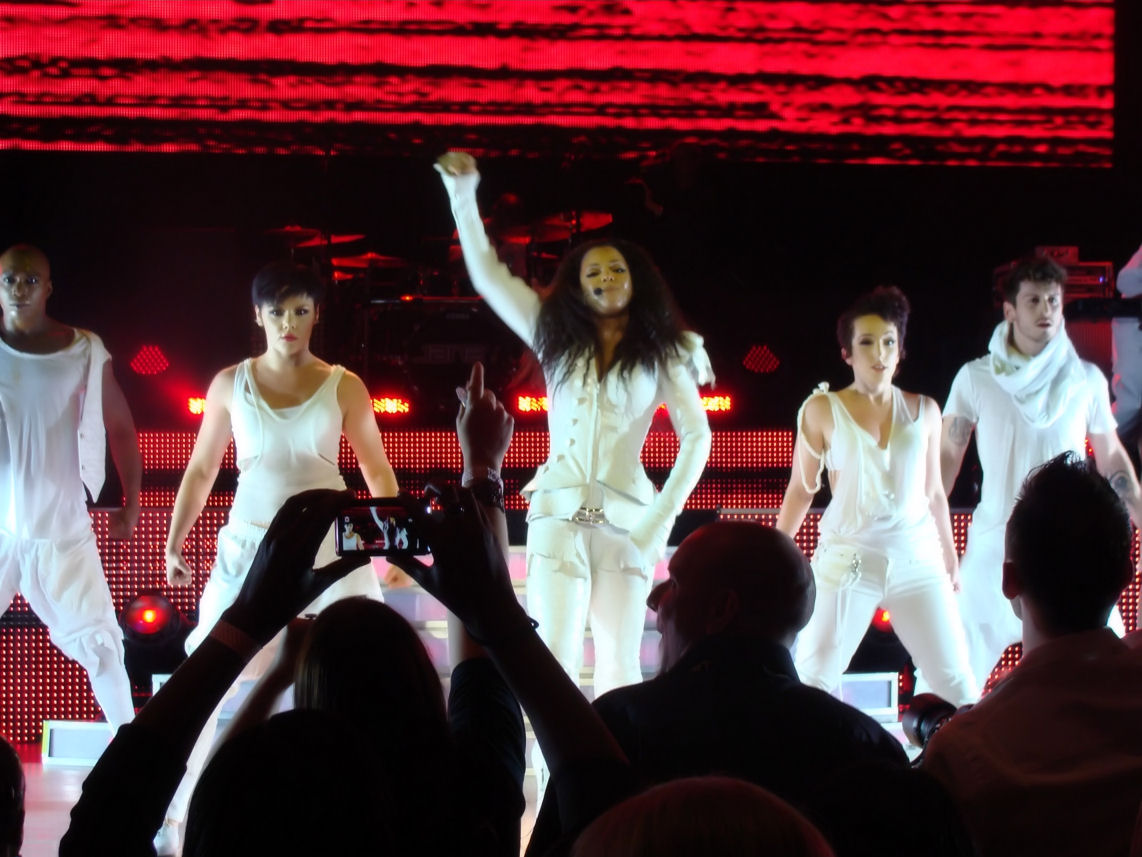
杰克逊在2011年的「獨一無二:捨不得你演唱會」演唱，作為最終曲目的表演

歌曲在1997年12月13日當週空降英國單曲排行榜第4位的最高排名，並在次週下降至第6位，其後在第三週重新升上第4位的最高排名，最終於榜單前10位逗留了10週，以及在榜單逗留了19週。歌曲其後獲英国唱片业协会認證為白金唱片，而實體唱片與下載量合計則達到812,000張，成為杰克逊於當地最暢銷的單曲。歌曲亦分別登上英國節奏藍調單曲榜的冠軍以及英國舞曲榜第6位。在奧地利，歌曲發行首週空降榜單第25位，其後最高登上第6位，並在榜單總共逗留了14週。在法國，歌曲最高登上榜單第2位，並總共在第2位逗留了10週，其後獲法國唱片出版業公會認證為白金唱片。在德國，歌曲最高登上GfK娱乐榜单第2位兩週，並在榜單逗留了24週。歌曲其後獲認證為白金唱片，代表售出超過50,000張銷量。在荷蘭，再度重逢1997年12月13日當週空降榜單第61位，歌曲其後最高登上榜單冠軍，並在榜單逗留了32週。歌曲其後獲荷蘭音像製品製作與進口協會認證為金唱片，代表出貨量超過10,000張。在瑞士，歌曲於1998年1月11日當週空降榜單第13位。歌曲其後最高登上榜單第2位，並獲國際唱片業協會認證為金唱片。歌曲的全球銷量約600萬張，杰克逊將單曲的部分全球銷售額捐贈給愛滋病研究基金會。

## 音樂錄影帶
再度重逢一共製作了兩部音樂錄影帶。原版錄影帶由法國攝影師塞博·雅尼亞克拍攝，蒂娜·蘭登編舞。錄影帶在坦桑尼亚塞倫蓋蒂取景拍攝，而傑克遜則以迷你紅色馬尾辮髮型演出。她和舞者在充滿未來感與非洲風味的天堂跳舞，而人類則跟象、长颈鹿與斑貓等野生動物共處生活。錄影帶的中途出現了傑克遜擁抱另一個自己的場面。《加拿大今日娛樂》的丹·馬克雷評論：「珍納在跳著惹人愛的舞蹈和與當地的野生動物放鬆時，顯得積極愉快」。這版本的錄影帶於《1998年MTV音樂錄影帶大獎》獲得「最佳舞曲音樂錄影帶」提名。

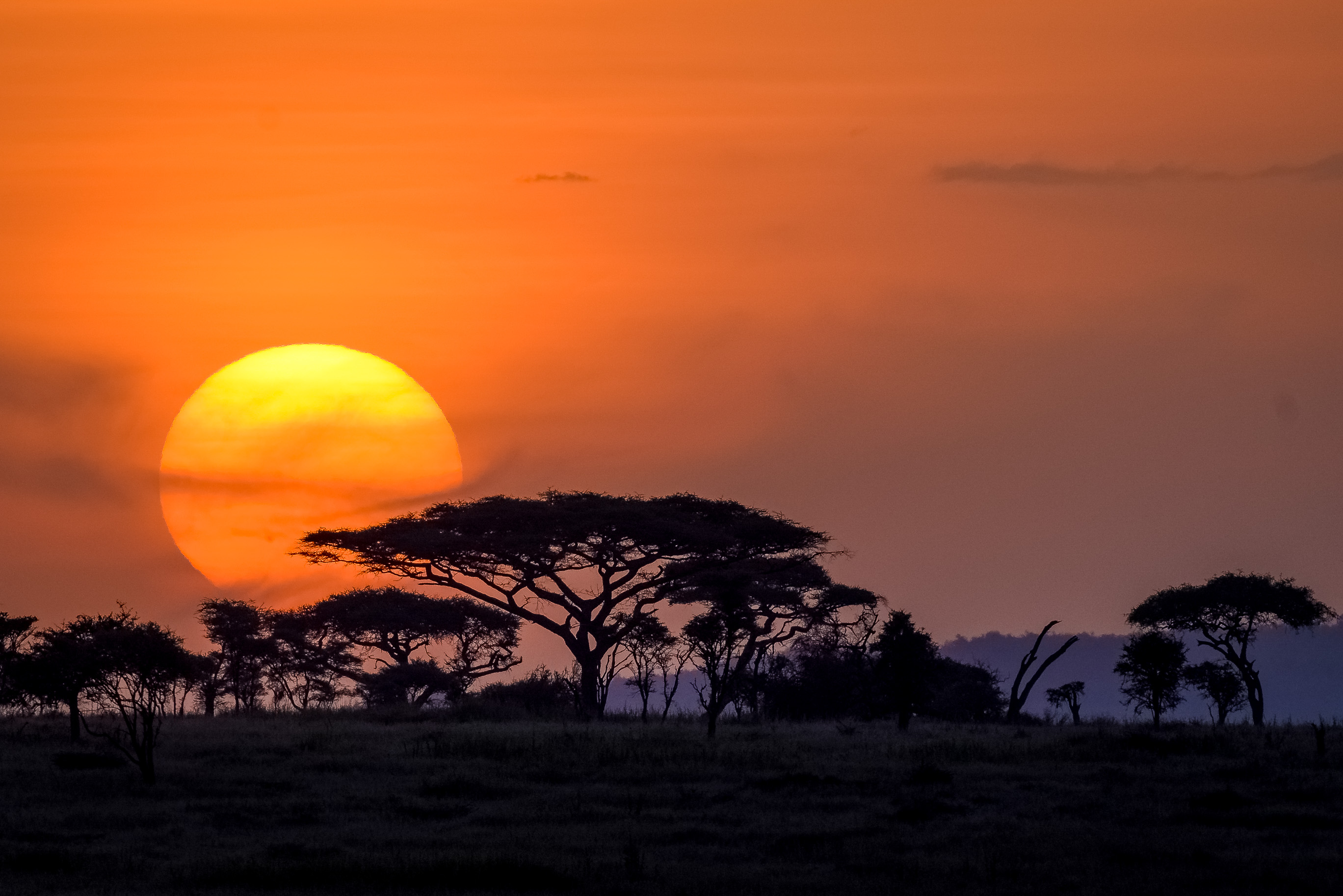
塞倫蓋蒂，原版錄影帶的拍攝地

歌曲的「Deeper重混版」亦拍攝了音樂錄影帶。錄影帶由小勒內·埃利桑多拍攝，傑克遜於錄影帶中身處公寓緬懷失去的情人，而她則表示「錄影帶裡出現的蝴蝶代表著（這個情人）的精神」。兩部錄影帶均收錄在《珍愛》（2001）年的DVD版，以及錄影帶合集《珍藏 1993-2004影音精選全紀錄》（2004年）。

## 現場表演

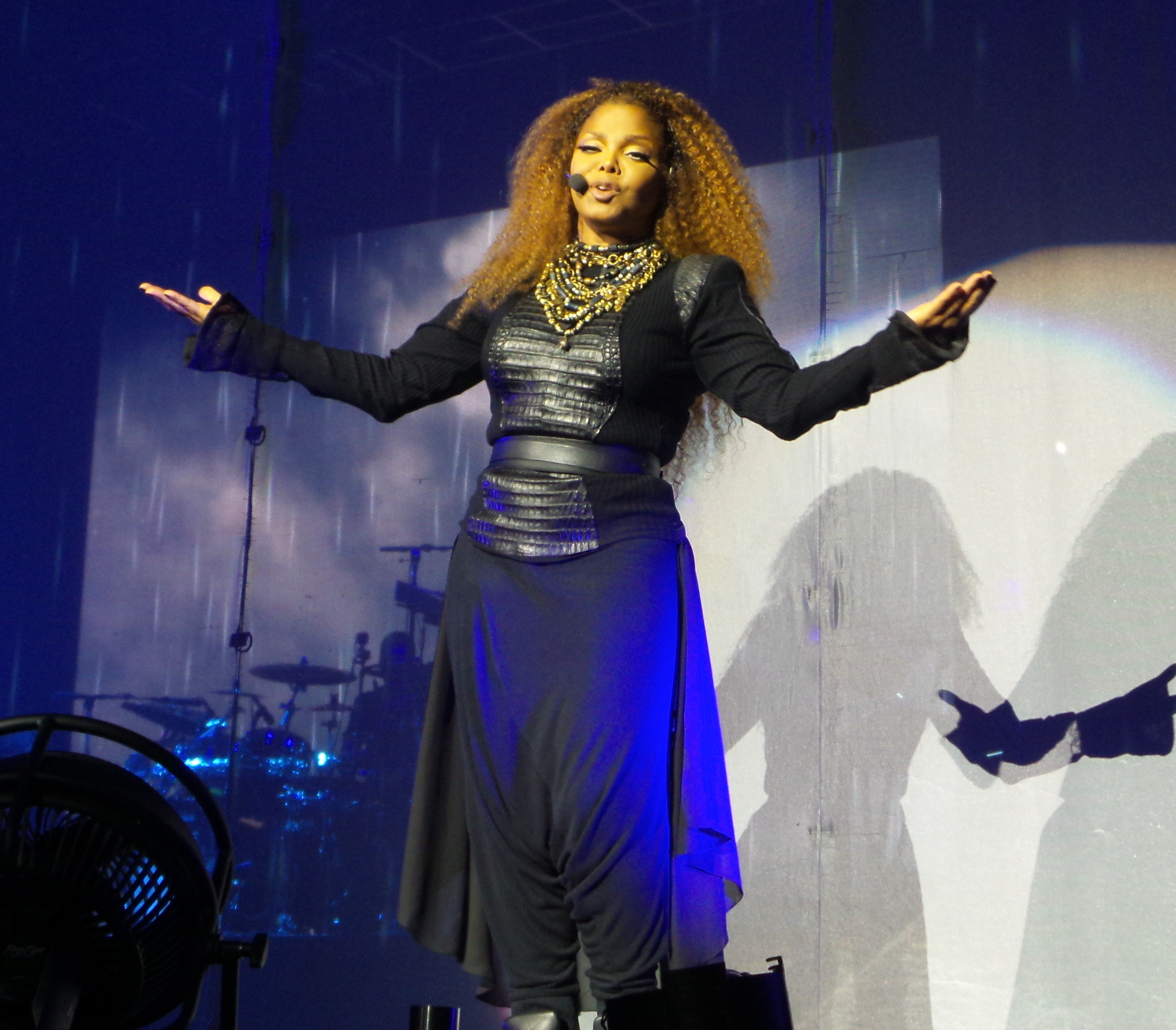
傑克遜在2015年至16年的「堅固柔情世界巡迴演唱會」上表演

為了宣傳《華麗的冒險》與單曲，傑克遜在《1998年全美音樂獎》上演唱了再度重逢。她亦在歌曲發行後的所有個人演唱會上表演了歌曲。她在1998年的「華麗冒險巡迴演唱會」演唱再度重逢為最終曲目，並在吊燈的照耀與合適的裝束下表演歌曲。《紐約時報》的喬恩·帕雷萊斯將表演視為「將輓歌化為一首揮動手臂、感覺良好的歌曲」。歌曲在紐約市麦迪逊广场花园的1998年10月11日場次表演片段其後在HBO的特輯《華麗冒險：麥迪遜廣場花園現場表演》播出。歌曲表演其後亦收錄在1999年發行的DVD《華麗冒險巡迴演唱會：現場演唱會》中。她亦在2001年至02年舉行宣傳專輯《珍愛》的「珍愛巡迴演唱會」上的安哥環節演唱了歌曲。《坦帕灣時報》的吉娜·薇薇娜托在評論演唱會時形容歌曲的表演為「演出以歡欣鼓舞的的再度重逢結束，而傑克遜則在演出中露齒而笑，在舞者的包圍下以清新而未有計算的歡樂舞動」。演唱會於2002年2月16日在夏威夷州阿羅哈體育場的最後場次其後在HBO播放，當中包括再度重逢的表演。而這場表演其後並收錄在2002年發行的DVD《2002 夏威夷演唱會》。她亦在VH1的「紐約市慈善演唱會」上演唱了歌曲，以悼念同年九一一袭击事件所有死難者。
杰克逊在2004年宣傳她的第八張錄音室專輯《純珍》時，突然現身「紐約市LGBT驕傲遊行」帶來再度重逢與All Nite (Don't Stop)的表演。她亦在相隔七年的2008年「一起搖滾巡迴演唱會」上演唱了再度重逢，並在演唱會的中段表演歌曲。她在表演中穿著黑色與金色的華麗嘻哈風格運動服，並戴上金色的手套。《綜藝》的菲爾·加洛將她在歌曲的聲樂比作黛安娜·羅斯的聲樂。《Rap-Up》指出觀眾在歌曲的表演時都「變得狂野」。在評論溫哥華的場次時，《环球邮报》的瑪莎·萊德曼指出演出最深刻的時刻為傑克遜「在唱完再度重逢後停下台步，聽著人群的歡呼聲，並變得感性—真的很感性。我們是在說眼淚。『謝謝。』她說－從她揮動雙手，讓觀眾停下來，感覺是發自內心」。在宣傳她的第二張精選輯《珍藏》期間，她在「2009年全美音樂獎」上表演包括六首金曲的八分鐘長組曲。當中包括控制、想念你、看你做的好事、如果、讓我，並以再度重逢結束。在表演結束後，她獲得觀眾站立拍手歡呼致敬。這也是她在2010年7月作為主打歌手參加新奧爾良的「本質音樂節」上的結尾曲目。
她也在2011年的「獨一無二：捨不得你演唱會」上演唱歌曲作為結尾表演，以獻給她的兄長迈克尔·杰克逊，並穿著連身的緊身白色的士高服裝。《音樂電視網新聞》的編輯沃恩·斯洪馬克指出歌曲的表演是整場演出最盛大的時刻。《哈特福德新聞報》的托馬斯·金特納指出：「以再度重逢作結束，作為讓人再次回想她的兄長的簡單紀念，成為當晚的亮點，某程度上也是有趣流行的杰克逊在生涯中準備著的一場輕鬆旅程，當她展開時仍然顯得迷人」。杰克逊亦在2015年至16年的「堅固柔情世界巡迴演唱會」、2017年至19年的「世界之州巡迴演唱會」演出歌曲。她亦在2019年拉斯維加斯駐唱演出「珍納·積遜：蛻變」，以及同年舉行的特備演唱會「珍納·積遜：節奏國度30週年慶祝紀念演唱會」上演唱歌曲。

## 歌曲列表
| - 美國CD與卡式錄音帶單曲 1. "Together Again" (radio edit) – 4:08 2. "Together Again" (Jimmy Jam Deeper radio edit) – 4:00 3. "Together Again" (Jimmy Jam Deep radio edit) – 4:16 4. "Got 'til It's Gone" (Ummah Jay Dee's Revenge Mix) – 3:45 - 美國加大CD單曲 1. "Together Again" (Jimmy Jam Deep Remix) – 5:46 2. "Together Again" (Jimmy Jam Deeper Remix) – 4:52 3. "Together Again" (Tony Moran 12-inch club mix) – 11:00 4. "Together Again" (Tony Humphries club mix) – 6:44 5. "Together Again" (DJ Premier Just the Bass) – 5:22 - 美國7英吋單曲 1. "Together Again" – 4:07 2. "Got 'til It's Gone" (Ummah Jay Dee's Revenge Mix) – 3:45 - 美國12英吋單曲 1. "Together Again" (Tony Moran 12-inch club mix) – 11:00 2. "Together Again" (Tony Humphries club mix) – 6:44 3. "Together Again" (Jimmy Jam extended deep club mix) – 6:29 4. "Together Again" (DJ Premier Just tha Bass) – 5:22 | - 英國、澳洲與日本CD單曲 1. "Together Again" (radio edit) – 4:07 2. "Together Again" (Tony Humphries club mix) – 6:44 3. "Together Again" (DJ Premier 100 in a 50 Remix) – 5:22 4. "Together Again" (Jimmy Jam Deep Remix) – 5:46 5. "Together Again" (Tony Moran 7-inch edit with Janet vocal intro) – 5:29 6. "Together Again" (Jimmy Jam Deeper radio edit) – 4:00 - 英國12英吋單曲 1. "Together Again" (Tony Humphries 12-inch edit mix) – 9:57 2. "Together Again" (Tony Humphries FBI edit dub) – 7:20 3. "Together Again" (DJ Premier 100 in a 50 Remix) – 5:22 4. "Together Again" (DJ Premier Just tha Bass vocal) – 5:21 5. "Together Again" (Jimmy Jam Deep Remix) – 5:46 - 英國卡式錄音帶單曲 1. "Together Again" (radio edit) – 4:07 2. "Together Again" (Tony Humphries club mix) – 6:44 3. "Together Again" (Jimmy Jam Deep Remix) – 5:46 - 歐洲CD單曲 1. "Together Again" (radio edit) – 4:07 2. "Together Again" (Jimmy Jam Deeper radio edit) – 4:00 |

## 製作名單
資料來自《華麗的冒險》的CD內頁
- 珍妮·杰克逊 – 聲樂、詞曲創作、製作、聲樂與節奏編排
- 吉米·吉姆與特里·李維斯（英语：Jimmy Jam and Terry Lewis） – 詞曲創作、製作、所有其他樂器、聲樂與節奏編排
- 小勒內·埃利桑多（英语：René Elizondo Jr.） – 詞曲創作
- 史蒂夫·霍奇 – 工程、混音
- 亞歷山大·里奇堡 – 鼓機
- 澤維爾·史密斯 – 工程協助

## 銷售榜單
| 榜單（1997年－98年）                     | 最高 位置 |
| ---------------------------------------- | --------- |
| 澳大利亚（澳大利亚唱片业协会單曲榜）     | 4         |
| 奥地利（Ö3四十强单曲榜）                 | 6         |
| 比利时佛兰德（Ultratop五十强单曲榜）     | 2         |
| 比利时瓦隆（Ultratop五十强单曲榜）       | 2         |
| 比利时佛兰德（Ultratop舞曲榜）           | 16        |
| 加拿大（尼爾森銷量統計系統）             | 2         |
| 加拿大（《RPM》热门单曲榜）              | 2         |
| 加拿大（《RPM》成人當代榜）              | 23        |
| 加拿大（《RPM》舞曲/城市榜）             | 1         |
| 加拿大（尼爾森廣播資料公司當代熱門廣播） | 1         |
| 丹麥（國際唱片業協會丹麥分會）           | 2         |
| 歐洲（歐洲百大單曲榜）                   | 1         |
| 芬兰（芬蘭官方單曲榜）                   | 16        |
| 法国（法國唱片出版業公會單曲榜）         | 2         |
| 德国（德國官方單曲榜）                   | 2         |
| 匈牙利（匈牙利唱片公司協會）             | 1         |
| 冰島（冰島四十強單曲榜）                 | 20        |
| 愛爾蘭（愛爾蘭唱片音樂協會单曲榜）       | 4         |
| 意大利（《Musica e dischi》）            | 5         |
| 荷兰（荷蘭四十強單曲榜）                 | 1         |
| 荷兰（百强单曲榜）                       | 1         |
| 新西兰（新西兰唱片音乐协会单曲榜）       | 5         |
| 挪威（世道單曲榜）                       | 11        |
| 波蘭（《Music & Media》）                | 1         |
| 蘇格蘭（官方榜单公司單曲榜）             | 6         |
| 西班牙（西班牙音樂製作協會）             | 4         |
| 瑞典（瑞典最熱榜）                       | 9         |
| 瑞士（瑞士热门音乐榜）                   | 2         |
| 英國（官方榜单公司單曲榜）               | 4         |
| 英國（官方榜单公司舞曲榜）               | 4         |
| 英國（官方榜单公司節奏藍調榜）           | 1         |
| 美国（《告示牌》百大單曲榜）             | 1         |
| 美國（《告示牌》Adult Pop Airplay）      | 29        |
| 美國（《告示牌》Dance Club Songs）       | 1         |
| 美國（《告示牌》Hot R&B/Hip-Hop Songs）  | 8         |
| 美國（《告示牌》Pop Airplay）            | 5         |
| 美國（《告示牌》Rhythmic Songs）         | 8         |

| 榜單（1997年）                       | 位置 |
| ------------------------------------ | ---- |
| 澳大利亞（澳大利亞唱片業協會單曲榜） | 96   |
| 英國（官方榜單公司單曲榜）           | 34   |

| 榜單（1998年）                          | 位置 |
| --------------------------------------- | ---- |
| 澳大利亞（澳大利亞唱片業協會單曲榜）    | 27   |
| 奧地利（Ö3四十強單曲榜）                | 32   |
| 比利時佛蘭德（Ultratop五十強單曲榜）    | 15   |
| 比利時瓦隆（Ultratop五十強單曲榜）      | 9    |
| 加拿大（《RPM》熱門單曲榜）             | 11   |
| 加拿大（《RPM》舞曲榜）                 | 22   |
| 歐洲（歐洲百大單曲榜）                  | 4    |
| 法國（法國唱片出版業公會單曲榜）        | 7    |
| 德國（德國官方單曲榜）                  | 18   |
| 荷蘭（荷蘭四十強單曲榜）                | 4    |
| 荷蘭（百強單曲榜）                      | 3    |
| 瑞典（瑞典最熱榜）                      | 58   |
| 瑞士（瑞士熱門音樂榜）                  | 17   |
| 英國（官方榜單公司單曲榜）              | 32   |
| 美國（Billboard Hot 100）               | 6    |
| 美國（《告示牌》Adult Top 40）          | 70   |
| 美國（《告示牌》Hot R&B/Hip-Hop Songs） | 44   |
| 美國（《告示牌》Mainstream Top 40）     | 12   |
| 美國（《告示牌》Rhythmic Songs）        | 34   |

| 榜單（1990－99年）                   | 位置 |
| ------------------------------------ | ---- |
| 澳大利亞（澳大利亞唱片業協會單曲榜） | 96   |
| 比利時（Ultratop五十強單曲榜）       | 182  |
| 荷蘭（荷蘭四十強單曲榜）             | 20   |
| 美國（Billboard Hot 100）            | 74   |

| 榜單（1958－2018年）      | 位置 |
| ------------------------- | ---- |
| 美國（Billboard Hot 100） | 506  |

## 認證
| 地區                                  | 认证 | 认证单位/销量 |
| ------------------------------------- | ---- | ------------- |
| 澳大利亚（澳大利亚唱片业协会）        | 白金 | 70,000^       |
| 比利时（比利時唱片音樂協會）          | 白金 | 50,000*       |
| 法国（法國唱片出版業公會）            | 白金 | 500,000*      |
| 德国（聯邦音樂產業協會）              | 白金 | 500,000^      |
| 荷兰（荷蘭音像製品製作與進口協會）    | 金   | 50,000^       |
| 新西兰（新西兰唱片音乐协会）          | 金   | 5,000*        |
| 瑞典（瑞典唱片業協會）                | 金   | 15,000^       |
| 瑞士（國際唱片業協會瑞士分会）        | 金   | 25,000^       |
| 英国（英国唱片业协会）                | 白金 | 812,000       |
| 美国（美國唱片業協會）                | 金   | 800,000       |
| *僅含認證的實際銷量 ^僅含認證的出貨量 |      |               |

## 資料來源
1. 1 2  Halstead, Craig; Chris Cadman. . Authors On Line. 2003: 119, 120  [2022-09-25]. ISBN 0-7552-0098-5. （原始内容存档于2017-02-16）.
2. 1 2  Bronson, Fred. . Billboard Books. 2003: 862  [2022-09-25]. ISBN 0-8230-7677-6. （原始内容存档于2022-06-22）.
3. 1 2  . MTV News（英语：MTV News）. Viacom. 1997-11-21  [2014-06-24]. （原始内容存档于2022-06-17）.
4. ↑   (PDF). Music Week（英语：Music Week）. 1997-11-29: 35  [2021-07-06]. （原始内容存档 (PDF)于2021-07-09）.
5. ↑  Sandiford-Waller, Theda. . Billboard. Vol. 109 no. 46. 1997-11-15: 87. ...Janet Jackson will release a single for 'Together Again' (Virgin), but you'll have to wait until Dec. 2.
6. 1 2  . BBC.   [2014-06-17]. （原始内容存档于2022-04-27）.
7. 1 2  Flick, Larry. . Billboard. Vol. 43 no. 108 (New York). 1997-10-18: 33  [2014-06-24]. ISSN 0006-2510. （原始内容存档于2022-04-07）.
8. 1 2  Hardy, Ernest. . Rolling Stone. 1997-10-30  [2014-06-24]. （原始内容存档于2008-05-03）.
9. ↑  . MusicNotes. Alfred Publishing. 1999-12-15  [2013-07-12]. （原始内容存档于2022-02-05）.
10. ↑  Gardner, Elysa. . Los Angeles Times. 1997-10-05  [2014-06-17]. （原始内容存档于2012-10-25）.
11. ↑  Flick, Larry. . Billboard. Vol. 43 no. 107 (New York). 1997-10-08: 76  [2014-06-24]. ISSN 0006-2510. （原始内容存档于2022-01-30）.
12. ↑  . The Daily Cougar（英语：The Daily Cougar） (Department of Student Publications).   [2014-06-17]. （原始内容存档于2013-12-02）.
13. ↑  "Chart Slot". Daily Record. December 12, 1997. Retrieved December 1, 2020.
14. ↑  McCormick, Neil. . The Daily Telegraph. 1997-10-18: 11. ISSN 0307-1235.
15. ↑  Considine, J.D.（英语：J.D. Considine）. . Entertainment Weekly. 1997-10-10  [2021-10-20]. （原始内容存档于2021-10-22）.
16. ↑   (PDF). Music Week（英语：Music Week）. 1997-11-22: 12  [2022-09-22]. （原始内容存档 (PDF)于2021-09-30）.
17. ↑  Pareles, Jon. . The New York Times. 1997-10-07  [2014-06-24]. （原始内容存档于2013-12-19）.
18. ↑  Hyland, Ian (October 5, 1997). "It's Carry on Dancing with Magic Martha". Sunday Mirror. Retrieved December 1, 2020.
19. ↑  Smith, Danyel. . Vibe（英语：Vibe (magazine)） (New York). November 1997, 5 (9): 88  [2014-06-24]. ISSN 1070-4701. （原始内容存档于2022-01-30）.
20. ↑  . BMI. 1999-05-18  [2014-06-24]. （原始内容存档于2016-03-05）.
21. ↑  . Billboard. 1997-12-20  [2014-06-24]. （原始内容存档于2022-09-25）.
22. ↑  . Billboard. 1998-01-31  [2014-06-24]. （原始内容存档于2014-10-15）.
23. 1 2  "Janet Jackson Chart History (Dance Club Songs)". Billboard.  [2014-06-15].（英語）.
24. 1 2  . Billboard.   [2022-08-13]. （原始内容存档于2022-01-11）.
25. ↑  . Recording Industry Association of America. 1998-01-09  [2020-07-02]. （原始内容存档于2021-02-23）.
26. 1 2  . Billboard. Vol. 111 no. 5. 1999-01-30: 75  [2015-05-31]. ISSN 0006-2510. （原始内容存档于2016-01-11）.
27. 1 2  "Top RPM Singles: Issue 3426." RPM. Library and Archives Canada.  （英語）.
28. 1 2  "Top RPM Dance/Urban: Issue 3471." RPM. Library and Archives Canada.  （英語）.
29. 1 2  "Australian-charts.com – Janet Jackson – Together Again". ARIA Top 50 Singles.    （英語）.
30. 1 2   (PDF). Australian Recording Industry Association （英语）.
31. 1 2  "Charts.nz – Janet Jackson – Together Again". Top 40 Singles.  （英語）.
32. 1 2  "Official Singles Chart Top 100". Official Charts Company.  （英語）.
33. 1 2  . Official Charts Company.   [2022-09-25]. （原始内容存档于2016-05-25）.
34. ↑  . Official Charts Company.   [2022-08-13]. （原始内容存档于2022-01-30）.
35. 1 2  "Archive Chart: 19971207" UK R&B Chart.  （英語）.
36. 1 2 3  "Lescharts.com – Janet Jackson – Together Again". Les classement single.  （法語）.
37. 1 2  . Syndicat National de l'Édition Phonographique （法语）.
38. 1 2  "Janet Jackson – Together Again". GfK Entertainment charts.  Retrieved 2018-10-17.  （德語）.
39. 1 2  . Bundesverband Musikindustrie （德语）.
40. 1 2  "Dutchcharts.nl – Janet Jackson – Together Again". Single Top 100.  （荷蘭語）.
41. 1 2  . Nederlandse Vereniging van Producenten en Importeurs van beeld- en geluidsdragers （荷兰语）. 在“Artiest of titel”框输入“Together Again”。 在“Alle jaargangen”下拉菜单选择“1998”。
42. 1 2  "Swisscharts.com – Janet Jackson – Together Again". Swiss Singles Chart.  （英語）.
43. 1 2  . IFPI Switzerland. Hung Medien （德语）.
44. ↑  . UNAIDS Outlook Report. July 2010: 30  [2022-09-25]. ISBN 9789291738595. （原始内容存档于2022-01-30）.
45. 1 2   (DVD liner notes). Janet Jackson. Virgin Records. 7243 5 99508 9 1.
46. ↑  . The Huffington Post. 2014-05-16  [2014-06-17]. （原始内容存档于2016-03-05）.
47. 1 2  MacRae, Dan. . Entertainment Tonight Canada（英语：Entertainment Tonight Canada）.   [2014-06-17]. （原始内容存档于2014-07-14）.
48. ↑    -  (DVD liner notes). Janet Jackson. Virgin Records. 7243 5 99508 9 1.* (DVD liner notes). Janet Jackson. Virgin Records. 7243 8 12363 0 7.
49. ↑   (DVD liner notes). Janet Jackson. Virgin Records. 7243 8 12363 0 7.
50. ↑  . Jet（英语：Jet (magazine)）. 1998-02-16, 93 (12): 44  [2014-06-15]. ISSN 0021-5996. （原始内容存档于2022-04-07）.
51. ↑  Daly, Steve. . Rolling Stone. 1999-07-10  [2014-06-15]. （原始内容存档于2014-07-14）.
52. ↑  Pareles, Jon. . The New York Times. 1998-07-11  [2014-06-15]. （原始内容存档于2022-01-30）.
53. ↑   (Laserdisc, VHS, DVD). Janet Jackson. Eagle Rock Entertainment（英语：Eagle Rock Entertainment）. 1999.
54. ↑  Chonin, Neva. . St. Petersburg Times. 2001-10-27  [2014-06-15]. （原始内容存档于2016-03-04）.
55. ↑   (VHS, DVD). Janet Jackson. Eagle Rock Entertainment（英语：Eagle Rock Entertainment）. 2002.
56. ↑  Graham, Mark. . VH1. 2011-09-09  [2014-06-15]. （原始内容存档于2014-07-14）.
57. ↑  Kalkhoff, Matt. . Next Magazine（英语：Next Magazine (New York City)）. 2004-07-16  [2014-06-15]. （原始内容存档于2016-03-04）.
58. ↑  Sheppard, Denise. . Rolling Stone. 2008-09-11  [2014-06-15]. （原始内容存档于2017-09-12）.
59. 1 2  Lederman, Marsha. . The Globe and Mail. 2008-09-11  [2014-06-15]. 原始内容存档于2008-09-14.
60. ↑  Gallo, Phil. . Variety. 2008-09-18  [2014-06-15]. （原始内容存档于2022-01-30）.
61. ↑  . Rap-Up（英语：Rap-Up）.   [2014-06-15]. （原始内容存档于2022-02-05）.
62. ↑  . JanetJackson.com. 2009-11-27  [2014-06-16]. （原始内容存档于2014-07-14）.
63. ↑  Kaufman, Gil. . MTV News. Viacom. 2009-11-22  [2014-06-15]. （原始内容存档于2014-07-15）.
64. ↑  Shriver, Jerry. . USA Today. 2010-07-03  [2014-06-16]. （原始内容存档于2022-04-04）.
65. ↑  Schoonmaker, Vaughn. . MTV News. Viacom. 2011-03-22  [2014-06-15]. （原始内容存档于2022-01-30）.
66. ↑  . Hartford Courant. 2011-03-17  [2014-03-07]. （原始内容存档于2014-01-09）.
67. ↑  Brungardt, Leah. . All Access Music (United States). 2015-10-23  [2021-05-20]. （原始内容存档于2021-12-28）.
68. ↑  Fekadu, Mesfin. . My40 (United States). 2018-04-23  [2021-05-20]. （原始内容存档于2022-09-25）.
69. ↑  Mitchell, Gail. . Billboard (United States: Eldridge Industries). 2019-05-18  [2019-05-20]. （原始内容存档于2019-06-22）.
70. ↑  Harris, Keith. . City Pages（英语：City Pages）. 2019-09-16  [2020-02-12]. （原始内容存档于2020-02-12）.
71. ↑   (US CD single liner notes). Janet Jackson. Virgin Records. 1997. V25D-38623, 7243-8-38623-2-0.
72. ↑   (US cassette single sleeve). Janet Jackson. Virgin Records. 1997. 4KM-38623, 7243-8-38623-4-4.
73. ↑   (US maxi-CD single liner notes). Janet Jackson. Virgin Records. 1997. V25H-38625, 7243-8-38625-2-8.
74. ↑   (US 7-inch single sleeve). Janet Jackson. Virgin Records. 1997. NR-38623, 7243 8 38623 7 5.
75. ↑   (US 12-inch single sleeve). Janet Jackson. Virgin Records. 1997. Y-38623, 7243-8-38623-1-3.
76. ↑   (UK CD single liner notes). Janet Jackson. Virgin Records. 1997. VSCDG 1670, 7243 8 94747 2 5.
77. ↑   (Australasian CD single liner notes). Janet Jackson. Virgin Records. 1997. VSCDT 1670, 7243 8 94748 2 4.
78. ↑   (Japanese CD single liner notes). Janet Jackson. Virgin Records. 1997. VJCP 12084.
79. ↑   (UK 12-inch single sleeve). Janet Jackson. Virgin Records. 1997. VST 1670, 7243 8 94747 6 3.
80. ↑   (UK cassette single sleeve). Janet Jackson. Virgin Records. 1997. VSC 1670, 7243 8 94747 4 9.
81. ↑   (European CD single liner notes). Janet Jackson. Virgin Records. 1997. VSCDE 1670, 7243 8 94749 2 3.
82. ↑   (US CD album liner notes). Janet Jackson. Virgin Records. 1997. 7243 8 44762 2 9.
83. ↑  "Austriancharts.at – Janet Jackson – Together Again". Ö3 Austria Top 40.   （德語）.
84. ↑  "Ultratop.be – Janet Jackson – Together Again". Ultratop 50.    （荷蘭語）.
85. ↑  "Ultratop.be – Janet Jackson – Together Again". Ultratop 50.    （法語）.
86. ↑  "Ultratop.be – Janet Jackson – Together Again". Ultratop Dance.   （荷蘭語）.
87. ↑  . Billboard.   [2022-06-10]. （原始内容存档于2022-06-11）.
88. ↑  "Top RPM Adult Contemporary: Issue 3465." RPM. Library and Archives Canada.  （英語）.
89. ↑  Lwin, Nanda. . Music Data Canada. 2000: 140. ISBN 1-896594-13-1.
90. ↑  . Billboard. Vol. 110 no. 2. 1998-01-10: 35  [2022-05-03]. （原始内容存档于2022-09-25）.
91. ↑  . Billboard. Vol. 110 no. 7. 1997-02-14: 61  [2014-08-23]. ISSN 0006-2510. （原始内容存档于2022-01-30）.
92. ↑  "Janet Jackson: Together Again". Musiikkituottajat.  （芬蘭語）.
93. ↑   (PDF). Music & Media. Vol. 15 no. 6. 1998-02-07: 11  [2018-03-25]. （原始内容存档 (PDF)于2021-09-28）. See LW column.
94. ↑   (PDF). Dagblaðið Vísir（英语：Dagblaðið Vísir）. 1998-01-09: 22  [2018-10-06].[] See * column.
95. ↑  "The Irish Charts – Search Results – Together Again". Irish Singles Chart.  （英語）.
96. ↑   (PDF). Music & Media. Vol. 15 no. 7. 1998-02-14: 12  [2019-11-27]. （原始内容存档 (PDF)于2021-11-29）.
97. ↑   "Nederlandse Top 40 – week 5, 1998". Dutch Top 40  .
98. ↑  "Norwegiancharts.com – Janet Jackson – Together Again". VG-lista.  （挪威語）.
99. ↑   (PDF). Music & Media. Vol. 14 no. 52. 1997-12-27: 27  [2021-01-30]. （原始内容存档 (PDF)于2020-06-04）.
100. ↑  "Official Scottish Singles Sales Chart Top 100". Official Charts Company.  （英語）.
101. ↑  Salaverri, Fernando.  1st. Spain: Fundación Autor-SGAE. September 2005. ISBN 84-8048-639-2.
102. ↑  "Swedishcharts.com – Janet Jackson – Together Again". Singles Top 100.  （英語）.
103. ↑  "Official Dance Singles Chart Top 40". Official Charts Company.  （英語）.
104. ↑  "Janet Jackson Chart History (Hot 100)". Billboard.  [2014-06-15].（英語）.
105. ↑  "Janet Jackson Chart History (Adult Pop Songs)". Billboard.   [2017-03-04].（英語）.
106. ↑  "Janet Jackson Chart History (Pop Songs)". Billboard.  [2020-03-17].（英語）.
107. ↑  "Janet Jackson Chart History (Rhythmic)". Billboard.  [2020-03-17].（英語）.
108. ↑  . ARIA.   [2020-12-30]. （原始内容存档于2021-02-24）.
109. ↑  . Music Week（英语：Music Week）. 1998-01-17: 27.
110. ↑  . ARIA.   [2020-12-30]. （原始内容存档于2020-10-10）.
111. ↑  .   [2020-12-30]. （原始内容存档于2020-07-29）.
112. ↑  . Ultratop.   [2014-06-24]. （原始内容存档于2012-11-26）.
113. ↑  . Ultratop.   [2014-06-24]. （原始内容存档于2014-10-07）.
114. ↑   (PDF). RPM. Vol. 63 no. 12. 1998-12-14: 20  [2019-03-23]. （原始内容存档 (PDF)于2019-03-27）.
115. ↑  . RPM (Library and Archives Canada).   [2018-10-06]. （原始内容存档于2022-01-17）.
116. ↑   (PDF). Music & Media. Vol. 15 no. 51. 1998-12-19: 8  [2022-09-25]. （原始内容存档 (PDF)于2021-01-13）.
117. ↑  . SNEP.   [2020-12-30]. （原始内容存档于2022-01-30）.
118. ↑  . GfK Entertainment.   [2015-08-07]. （原始内容存档于2015-05-09）.
119. ↑  . Dutch Top 40.   [2020-03-11]. （原始内容存档于2022-01-30）.
120. ↑  . MegaCharts.   [2011-06-14]. （原始内容存档于2014-07-04）.
121. ↑  . Sverigetopplistan.   [2020-12-30]. （原始内容存档于2021-10-19）.
122. ↑  .   [2020-12-30]. （原始内容存档于2019-09-07）.
123. ↑  . Music Week（英语：Music Week）. 1999-01-16: 7.
124. ↑  . Billboard (Prometheus Global Media). 2008-09-12  [2014-06-27]. （原始内容存档于2016-08-29）.
125. ↑   (PDF). Billboard. Vol. 6 no. 52. 1998-12-25: 55  [2021-07-19]. （原始内容存档 (PDF)于2022-05-27）.
126. ↑  . Billboard. 2013-01-02  [2020-03-11]. （原始内容存档于2022-04-26）.
127. ↑   (PDF). Billboard. Vol. 6 no. 52. 1998-12-25: 45  [2021-07-19]. （原始内容存档 (PDF)于2022-05-27）.
128. ↑   (PDF). Billboard. Vol. 6 no. 52. 1998-12-25: 46  [2021-07-19]. （原始内容存档 (PDF)于2022-05-27）.
129. ↑  . ozmusicbooks.com.   [2018-04-18]. （原始内容存档于2020-10-20）.
130. ↑  . ultratop.be.   [2022-09-25]. （原始内容存档于2021-05-11）.
131. ↑  . Netherlands Top 40.   [2022-05-31]. （原始内容存档于2014-12-18）.
132. ↑  . Billboard. Vol. 111 no. 52. 1999-12-25: YE-20  [2020-05-29]. （原始内容存档于2022-01-30）.
133. ↑  . Billboard.   [2020-02-14]. （原始内容存档于2018-08-03）.
134. ↑  . Ultratop. Hung Medien （荷兰语）.
135. ↑  . Recorded Music NZ （英语）.
136. ↑   (PDF). IFPI Sweden. （原始内容 (PDF)存档于2011-05-17） （瑞典语）.
137. ↑  . British Phonographic Industry （英语）.
138. ↑  . Recording Industry Association of America （英语）.